# Sådan træner du din drage 2
Sådan træner du din drage 2 er en amerikansk, 3D computer-animeret fantasyfilm fra 2014 produceret af DreamWorks Animation og løst baseret på skotske Cressida Cowells børnebøger af samme navn fra 2003. Filmen er skrevet og instrueret af Dean DeBlois, som var medinstruktør på den først film.
Filmen er en fortsættelse til Sådan træner du din drage fra 2010.
Filmen foregår fem år efter den første film sluttede, hvor Hikke stoppede krigen mellem drager og mennesker. DeBlois har i et interview afsløret detaljer om filmens handling: "De vikinger som i slutningen af sidste sad fast på jorden, sidder nu på ryggen af drager, så de har udgang til hele den Nordlige Halvkugle. Og hermed forøges Hikkes nysgerrighed, kortet udvider sig og de støder uundgåeligt på nye drager og kulturer." Derefter opdager Hikke en større konflikt mellem mennesker og drager, hvor han selv står i midten af det hele.

## Handling
Der er gået fem år siden, at Hikke og Tandløs succesfuldt forenede drager og vikinger på Berserkø. Alt imens at Astrid, Snotfjæs og de andre udfordrer hinanden til drageræs, øens nye yndlings kontaktsport, er Hikke og Tandløs rejst ud i det blå, hvor de tager til ukortlagte områder og udforsker nye verdner. Til at starte med blev Hikke presset af Havblik, til at stifte familie og blive landsbyens høvding, men Hikke nægter og flyver væk fra Berserkø for at udforske nye steder. Da et af deres eventyr leder dem til opdagelsen af en hemmelig isgrotte, som er hjem for hundredvis af nye drager og den mystiske Dragerytter, står de to venner midt i kampen for at beskytte freden. Nu må Hikke og Tandløs stå op om det de tror på, mens de må se i øjnene, at kun sammen har de kraften til at ændre fremtiden for både mennesker og drager.

## Medvirkende
| Rolle                         | Original stemme          | Dansk rolle                      | Dansk stemme           |
| ----------------------------- | ------------------------ | -------------------------------- | ---------------------- |
| Hiccup Horrendous Haddock III | Jay Baruchel             | Hikke Harald Håkonson den tredje | Robert Hansen          |
| Astrid Hofferson              | America Ferrera          | Astrid                           | Özlem Saglanmak        |
| Stoick the Vast               | Gerard Butler            | Havblik den Vældige              | Peter Aude             |
| Gobber                        | Craig Ferguson           | Gorbert                          | Niels Olsen            |
| Snotlout Jorgenson            | Jonah Hill               | Snotfjæs                         | Niclas Mortensen       |
| Fishlegs Ingerman             | Christopher Mintz-Plasse | Fiskeben                         | Daniel Vognstrup       |
| Ruffnut Thorston              | Kristen Wiig             | Benknold Thorskal                | Sasia Mølgaard         |
| Tuffnut Thorston              | T.J. Miller              | Stenknold Thorskal               | Julian Eliot Kellerman |
| Eret                          | Kit Harington            | Eret                             | Sigurd Holmen le Dous  |
| Valka                         | Cate Blanchett           | Valka                            | Stine Stengade         |
| Drago Bludvist                | Djimon Hounsou           | Drago Bludvist                   | Morten Staugaard       |

## CinemaxX smugkig
Fredag den 18. april var muligt at få et eksklusivt smugkig på de fem første minutter af filmen før enhver film begyndte i alle tre af CinemaxX' tre biografer. Dette blev annonceret på CinemaxX' hjemmeside i form af et banner med teksten "Se de første 5 minutter af DreamWorks Sådan Træner Du Din Drage 2 Fredag d. 18. april før alle film! Kun i CinemaxX". Der blev på dagen sat et klistermærke, som var en lidt alternativ udgave af CinemaxX' banner, sat på filmplakaterne.

## Produktion

### Udvikling
Efter den første films succes blev efterfølgeren annonceret den 27. april 2010. "Sådan Træner Du Din Drage... er blevet DreamWorks Animations nye franchise. Vi planlægger at have en efterfølger i biograferne til 2013," udtalte Jeffrey Katzenberg, administrerende direktør hos DreamWorks Animations. Det var planlagt, at den skulle komme i biograferne den 20. juni 2014, men det blev så i august 2013 rykket en uge til den 13. juni 2014.
Filmen er skrevet, instrueret og produceret af Dean DeBlois, medinstruktør og -forfatter på den første film.  Bonnie Arnold, som var producer på den først film, vender også tilbage sammen med Chris Sanders, som også var medinstruktør på den først film, men som chefproducer denne gang, grundet at han var i gang med Croods. Da DeBlois blev tilbudt efterfølgeren, accepterede han med den betingelse, at det ville blive en trilogi. Han har været inspireret af film fra sin barndom, så som Star Wars Episode V: Imperiet slår igen og Min nabo totora. "Dét jeg især elskede ved Imperiet, det var, at det udvidede Star Wars i alle retninger: følelsesmæssigt, omfang, karakterer, humor. Det føltes som en udsmykning, og det er målet."
Det blev også annonceret, at alle de oprindelige skuespillere – Baruchel, Butler, Ferguson, Ferrera, Hill, Mintz-Plasse, Miller and Wiig – ville vende tilbage i efterfølgeren. Den 19. juni 2013 blev det annonceret, at Kit Harington, som spillede med i Game of Thrones, ville spille filmens skurk. På San Diego Comic-Con 2013 blev det også annonceret, at Cate Blanchett and Dijem Hounsou ville lægge stemmer til respektive Valka og Drago Bludvist.

### Animation
I årene op til filmens udgivelse havde DreamWorks Animation hovedsageligt givet ders arbejdsmetoder og animationssoftware en overhaling. Sådan Træner Du Din Drage 2 ville blive deres første film til at benytte "skalerbar multi-core processing", som blev udviklet i samarbejde med Hewlett-Packard. Det er af Katzenberg blevet kaldet "filmskabelsens nye revolution." Det vil give animatorerne mulighed for, for første gang, at arbejde med meget komplekse billeder med det samme, uden at skulle vente otte timer for dagen efter at kunne se resultatet. Det vil også være studiets første film til at benytte deres nye animations- og belysningssoftware gennem hele produktionen. Med programmerne, som hedder Premo og Torch, kan man meget bedre ansigtsanimation, og muliggør en "fornemmel for fedt, blæver, løs hud og hud, der bevæger sig over muskler, i stedet for at bevæge sig som masser, der sidder sammen."

### Musik
Komponist John Powell, som blev nomineret til en Academy Award for soundtracket til den første film, vender tilbage for at komponere musikken til den anden og den tredje film. Sigur Rós, forsanger for Jón Þór Birgisson, vil bidrage med tre kompositioner til soundtracket, hvor der også har været arbejdet sammen med Powell.